# Fortificações da Baía de Porto Pim

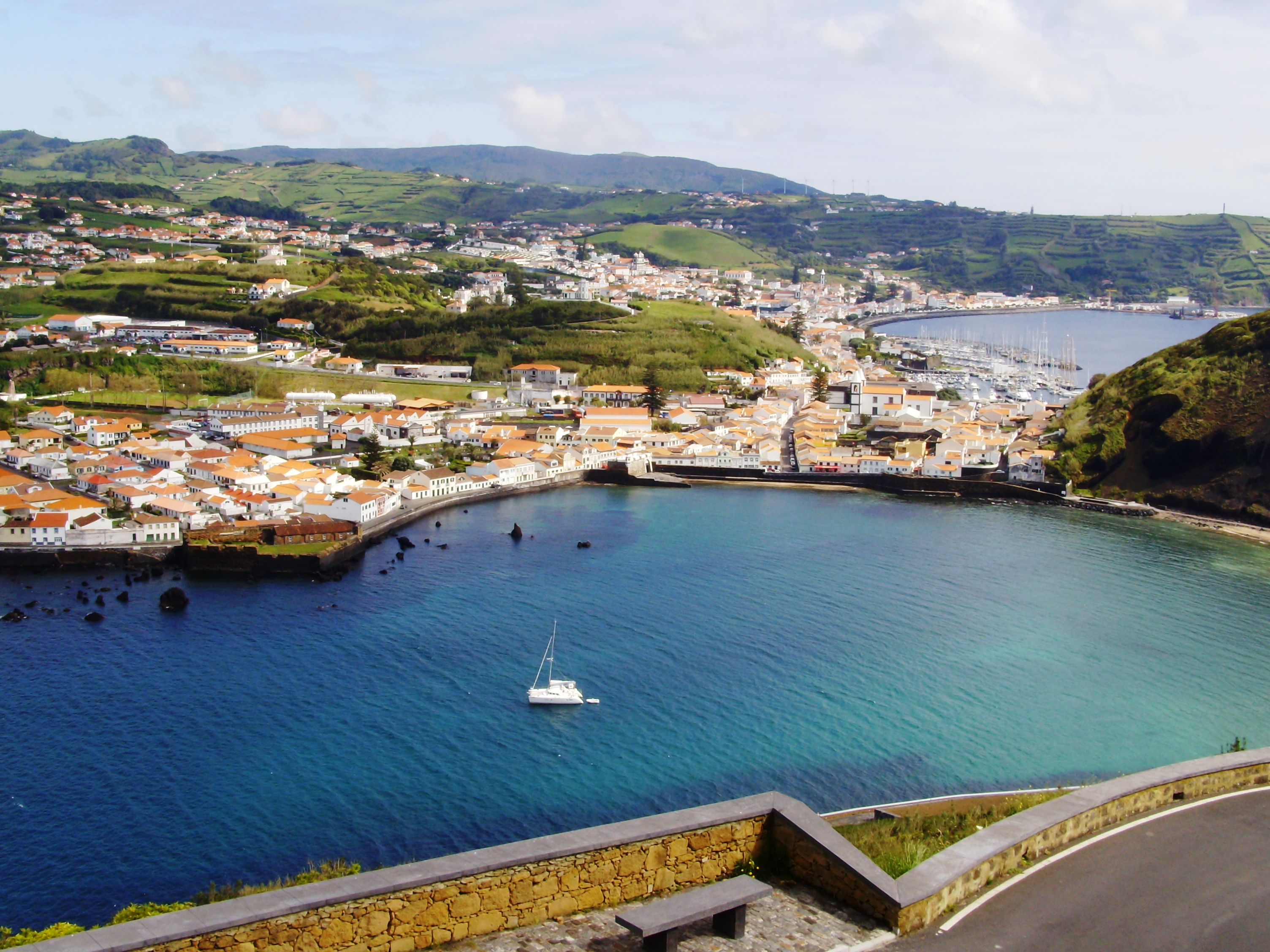
Enseada de Porto Pim e suas defesas: à esquerda, o Forte de São Sebastião.

As Fortificações da Baía de Porto Pim localizam-se na freguesia das Angústias, cidade e concelho da Horta, na ilha do Faial, nos Açores.
Em posição dominante sobre este trecho do litoral, constituiu-se num complexo de fortificações destinado à defesa deste ancoradouro contra os ataques de piratas e corsários, outrora frequentes nesta região do oceano Atlântico.
Até à construção do porto comercial, em fins do século XIX, este foi o principal porto da Horta.

## História
Constam do "Projecto da fortificação da Horta" enviado pelo capitão espanhol Francisco de La Rua ao conde de Portalegre, por pedido de Alonso de Ávila em 1597, atualmente no Arquivo Geral de Simancas.
Erguido a partir do século XVII, deste conjunto defensivo, ligado por um muro de suporte ao longo da baía de Porto Pim, conservam-se:
- Guarita (no extremo oeste)
- Forte ou Castelo de São Sebastião
- Portão do Mar ou Reduto da Patrulha
- Bombardeira

No contexto da Guerra da Sucessão Espanhola (1702-1714) encontram-se referidas na relação "Fortificações nos Açores existentes em 1710".
Encontram-se identificadas na "Planta das fortificações e baías na ilha do Faial", de autoria do sargento-mor do Real Corpo de Engenheiros, José Rodrigo de Almeida (1804).
Todo o percurso entre a Guarita e o Reduto da Patrulha encontra-se ligado por um muro que acompanha a estrada, com guarda em alvenaria de pedra e bancos embutidos.
Inscrevem-se na Paisagem Protegida do Monte da Guia pelo Decreto Regional n.º 1/80/A, de 31 de janeiro. Encontram-se classificadas como Imóvel de Interesse Público pelo Decreto Regulamentar Regional n.º 13/84/A, de 31 de Março e n.º 4 do artigo 58.º do Decreto Legislativo Regional n.º 29/2004/A, de 24 de Agosto.